# 新加坡航展

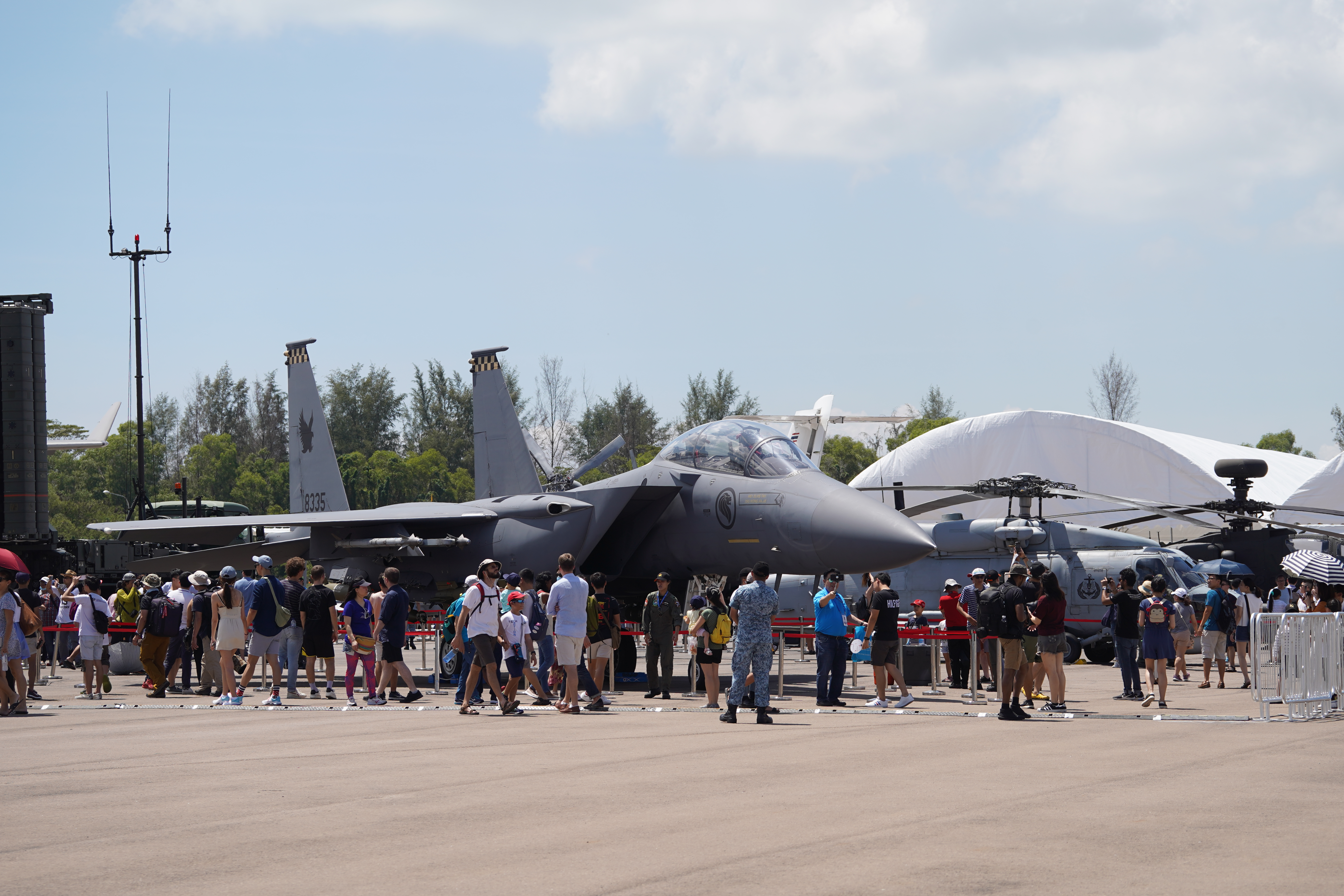
新加坡空軍F-15 SG在2020年新加坡航展中亮相

新加坡航展是新加坡两年一度举办的航空航天展會，由新加坡民航局和新加坡国防科技局合作举办。該展會于2008年首次举办。新加坡航展的场址位于新加坡樟宜机场附近。